# Francesco Masala
Francesco Masala (Nughedu San Nicolò, 17 de septiembre de 1916 - Cagliari, 23 de enero de 2007) fue un poeta y ensayista italiano, estudioso del idioma sardo y su cultura.
Estudió en Ozieri y Sassari, y se graduó en filosofía y letras en la Universidad La Sapienza de Roma con la tesis Il Teatro di Luigi Pirandello con Natalino Sapegno como relator. Como poeta, en 1951 recibió el Premio Grazia Deledda, y en 1956 el Premio Chianciano por Pane nero. En 1962 publicó Quelli dalle labbra bianche por el editor Giangiacomo Feltrinelli, y en 1981 la antología bilingüe Poesias in duas limbas por Vanni Scheiwiller. Su obra más conocida es Quelli dalle labbra bianche o Sos Laribiancos, de la que en 1999 se hizo una película, dirigida por Piero Livi. Fue presidente de la comisión del Premio literario en sardo Città di Ozieri, y en 1978 del Comitadu pro sa limba, que fue promotor de la Propuesta de Ley de Iniciativa Popular por el Bilingüismo Perfecto en Cerdeña, a partir de la cual surgió la Ley de la Región Autónoma de Cerdeña en octubre de 1997.

## Obras
- F. Masala, Il parroco di Arasolè, Il Maestrale, Nuoro 2001
- F. Masala, Quelli dalle labbra bianche, Il Maestrale, Nuoro 1995. ISBN 88-89801-72-7
- F. Masala, Poesias in duas limbas. Texto en sardo e italiano, Milán 1981, y Nuoro 2006